# Paracles sinelinea
Paracles sinelinea är en fjärilsart som beskrevs av Paul Dognin 1923. Paracles sinelinea ingår i släktet Paracles och familjen björnspinnare. Inga underarter finns listade i Catalogue of Life.